# Baryłeczka
Baryłeczka (fr. Boule de Suif) – opowiadanie Guy de Maupassanta wydane w 1880 w zbiorze Wieczory medańskie.

## Treść
Akcja utworu rozgrywa się zimą na przełomie lat 1870 i 1871. Rouen zostało zajęte przez wojska pruskie. W ucieczce przed wrogą armią dziesiątka mieszkańców miasta wyjeżdża dyliżansem do Dieppe: są to dwie zakonnice, trzy pary małżeńskie (szlachecka, kupiecka i mieszczańska), niezamożny i posiadający radykalne poglądy polityczne mieszczanin Cornudet oraz Elżbieta Rousset, zwana z powodu tuszy Baryłeczką, prostytutka. W trakcie podróży Baryłeczka hojnie dzieli się z pasażerami swoimi zapasami jedzenia. Wreszcie cała grupa dojeżdża do oberży, w której postanawiają się zatrzymać. Okazuje się jednak, że obiekt jest już zajęty przez oddział pruski, którego oficer zna z Rouen Baryłeczkę. Zgoda kobiety na spędzenie z nim nocy ma być warunkiem wypuszczenia wszystkich pasażerów z oberży.
Baryłeczka, z pobudek patriotycznych, odmawia, co aprobują jej towarzysze podróży. W miarę upływu dni zaczynają oni jednak niecierpliwić się i przekonywać dziewczynę, by uległa żądaniom oficera. Słysząc nawet zapewnienia zakonnic, że zgoda na spędzenie z Niemcem nocy jest w tym kontekście wskazana, Baryłeczka w końcu przystaje na warunki żołnierza. Prusacy dotrzymują słowa i wypuszczają całą grupę. W dyliżansie większość podróżnych, poza Cornudetem, który wcześniej nie przyłączył się do namów wobec Baryłeczki, ostentacyjnie ukazuje dziewczynie swoją pogardę. Widząc jej smutek, demokrata ostentacyjnie zaczyna śpiewać Marsyliankę.

## Cechy utworu
Baryłeczka stanowi ostry atak wymierzony w hipokryzję wyższych sfer społecznych, zarzuca im brak realnego patriotyzmu i egoizm. Szlachcie i zamożnej burżuazji zostaje silnie przeciwstawiony lud francuski, reprezentowany przez tytułową bohaterkę i Cornudeta: zdaniem narratora prostych Francuzów cechuje odwaga, szczerość postaw i naturalna chęć pomocy drugiemu człowiekowi. Wykorzystywanie ich przez bogatych ma zresztą mieć swój koniec, co wyraża śpiewana w finale pieśń, w której Cornudet wyraźnie akcentuje najbardziej egalitarne wersy. Siłę wyrazu utworu potęguje jego zwięzłość i prostota wykorzystanego w utworze języka.

## Recepcja
Baryłeczka, podobnie jak cały tom Wieczory medańskie, wzbudziła żywe kontrowersje. Oficjalna krytyka zarzucała opowiadaniu niemoralny temat, pochwałę prostytucji i szkalowanie całych warstw społecznych, zwłaszcza mieszczańskiej – natomiast Gustave Flaubert był zachwycony dziełem. Popularność Baryłeczki była na tyle duża, że dwa późniejsze zbiory opowiadań Maupassanta, wydane w 1897 i 1899, nosiły ten sam tytuł.

## Adaptacje filmowe
- Baryłeczka – radziecki film niemy z 1934, w reżyserii Michaiła Romma
- Panna Fifi – amerykański film z 1944, w reżyserii Roberta Wise’a
- Baryłeczka – francuski film z 1945, w reżyserii Christiana-Jaque’a